# Phạm Văn Đổng
Phạm Văn Đổng (1919 – 2008) nguyên là một cựu tướng lĩnh của Quân lực Việt Nam Cộng hòa, cấp bậc Thiếu tướng. Ông xuất thân từ trường Võ bị do Quân đội Pháp mở ra ở vùng Đông bắc Bắc Kỳ (nơi có nhiều sắc dân thiểu số) với mục đích đào tạo người Việt trở thành sĩ quan để phục vụ trong Quân đội Thuộc địa. Mặc dù nguyên lai binh nghiệp của ông là Bộ binh. Tuy nhiên, trong thời gian tại ngũ ông cũng được đảm nhiệm những chức vụ ở các lĩnh vực khác nhau. Ông cũng là một chính khách, từng giữ chức Tổng trưởng Bộ Cựu chiến binh trong Nội các của Thủ tướng Trần Thiện Khiêm (1969-1974).

## Tiểu sử và Binh nghiệp
Ông sinh ngày 25 tháng 10 năm 1919 trong một gia đình trung nông tại Quốc Oai, tỉnh Sơn Tây, miền Bắc Việt Nam. Nguyên quán của ông ở làng Xuân Đỗ, huyện Gia Lâm, tỉnh Bắc Ninh (nay thuộc Tp Hà Nội). Thời niên thiếu, ông theo học ở trường Trung học Đỗ Hữu Vị theo chương trình Pháp tại Hà Nội. Năm 1938, ông tốt nghiệp với văn bằng Thành chung (Diplôme d'Études Primaires Supérieures Indochinoises - DEPSI).

### Quân đội Thuộc địa Pháp
Năm 1940, ông nhập ngũ vào Quân đội thuộc địa Pháp tại Đông Dương. Một năm sau, ông được cử đi học sĩ quan tại trường Võ bị Móng Cái, tốt nghiệp năm 1942 với cấp bậc Chuẩn úy và được điều đi phục vụ trong Tiểu đoàn 2 thuộc Trung đoàn Bộ binh Thuộc địa thứ 19 (II/19e RMIC). Đầu năm 1944, ông được thăng cấp Thiếu úy, chỉ huy một đơn vị đồn trú tại Móng Cái. Thời gian phục vụ tại đây, ông có những quan hệ tốt với những người Nùng bản địa tại đây, một yếu tố quan trọng ảnh hưởng đến đường binh nghiệp của ông sau này.
Ngày 9 tháng 3 năm 1945, Quân đội Nhật đảo chính trên toàn cõi Đông Dương. Đơn vị của ông bị quân Nhật tập kích tại Hà Cối. Trung tá Charles Lecocq, chỉ huy Trung đoàn bị tử trận. Nhiều sĩ quan và binh lính Pháp bị quân Nhật giết chết. Ông cùng phần còn lại của Trung đoàn đã tìm cách đào thoát sang Quảng Tây, Trung Hoa và gia nhập vào đạo quân của tướng Pháp Marcel Alessandri đã đào thoát sang đây.
Mặc dù bị quân đội Trung Hoa Quốc dân Đảng giải giới, tướng Alessandri vẫn hợp tác với chính quyền Trung Hoa Dân quốc để tiếp tục cuộc chiến chống lại quân đội Nhật Bản và tìm cách trở lại Đông Dương. Ông được giao nhiệm vụ bí mật liên hệ với một số nhà cách mạng Quốc dân đảng Việt Nam lưu vong, mà phần lớn họ trở thành những người bạn tốt và là những người ủng hộ mạnh mẽ trong suốt sự nghiệp của ông sau này. Cuối năm 1945, ông đi theo các đội vũ trang của Quốc dân đảng trở lại Việt Nam, hoạt động tại vùng Vạn Hoa.

### Quân đội Liên hiệp Pháp
Năm 1946, ông được chuyển vào Nam Việt Nam, hoạt động tình báo chủ yếu ở vùng Gò Công, Long Thành và Thành Tuy Hạ. Năm 1947, ông được thăng cấp Trung úy và được chuyển trở lại miền Bắc, phục vụ với tư cách là một sĩ quan tổ chức mạng lưới tình báo của Sở Nghiên cứu (Directeur des Études) trực thuộc Thủ hiến Bắc phần Nghiêm Xuân Thiện, trực tiếp dưới quyền phó Sở là Đại úy Trần Văn Minh. Năm 1949, ông được cử làm Trưởng ban 2 trong Bộ chỉ huy Tiểu đoàn 2 Việt Nam (2e BVN) vừa mới thành lập tại Thái Bình (sau chuyển về Vĩnh Yên).

### Quân đội Quốc gia Việt Nam
Năm 1950, ông được thăng cấp Đại úy. Sau thắng lợi của Quân đội Liên hiệp Pháp trước quân đối phương tại mặt trận Vĩnh Yên, ông được bổ nhiệm chức Chỉ huy trưởng Phân khu Nam đóng tại Nam Định. Ngày 8 tháng 12 năm 1950, Quân đội Quốc gia Việt Nam chính thức thành lập, ông được chuyển sang phục vụ cơ cấu mới này.
Đầu năm 1952, ông được bổ nhiệm làm Tiểu đoàn trưởng Tiểu đoàn 55 Việt Nam (55e BVN). Cuối tháng 10 cùng năm, đơn vị ông được điều động lên Tây Bắc đóng quân tại Yên Châu. Tuy nhiên, trước sức tấn công áp đảo của đối phương, đơn vị ông bị thiệt hại nặng, phải rút về căn cứ Nà Sản để bổ sung. Đêm 30 tháng 11 rạng ngày 1 tháng 12 cuối năm này, quân đối phương ồ ạt tấn công cứ điểm Nà Sản. Tuy nhiên, quân Liên hiệp Pháp dưới sự chỉ huy của Đại tá Jean Gilles kháng cự mạnh mẽ. Ông đã nhiều lần yêu cầu Pháo binh chi viện, đánh thiệt hại nặng chiến thuật "biển người" của đối phương. Không hoàn thành được mục tiêu, quân đối phương rút lui khỏi Nà Sản không trở lại nữa.
Với chiến tích này, ông được thăng cấp Thiếu tá làm Tiểu đoàn trưởng Tiểu đoàn 2 Việt Nam Sau đó ông được giữ chức vụ Chỉ huy trưởng Liên đoàn Lưu động số 2 (2e Groupe Mobile - 2e GM), hoạt động chủ yếu ở vùng Ninh Bình. Ngày 1 tháng 9 năm 1953, ông được thăng cấp Trung tá, Chỉ huy trưởng Phân khu Bùi Chu kiêm Chỉ huy trưởng Liên Tiểu đoàn Khinh quân và Liên đội Trọng pháo Bắc Việt. Mặc dù là một tín đồ Phật giáo, ông rất được lòng các Giám mục, Linh mục tại vùng có nhiều giáo dân Công giáo này.
Tháng 5 năm 1954, ông được cử sang Đại Hàn Dân quốc để tham dự một khóa huấn luyện quân sự đặc biệt. Sau 3 tháng hoàn tất khóa huấn luyện về nước, ông được cử làm Chỉ huy trưởng Trung tâm Huấn luyện Quảng Yên, tổ chức di chuyển toàn Trung tâm gồm cán bộ và học viên vào Nam.

### Quân đội Việt Nam Cộng hòa
Ông được đánh giá là một người "chưa bao giờ ủng hộ ông Diệm nhưng cũng khôn ngoan chưa bao giờ tỏ ra chống đối chính phủ", vì vậy ông đứng ngoài các âm mưu binh biến của tướng Nguyễn Văn Hinh nhằm lật đổ Thủ tướng Ngô Đình Diệm. Cuối tháng 3 năm 1955, ông được bổ nhiệm làm Tư lệnh Phân khu Duyên hải Nha Trang. Cuối tháng 10 cùng năm, Chính thể Đệ nhất Cộng hòa ra đời, ông được thăng cấp Đại tá thay thế Đại tá Vòng A Sáng chức vụ Tư lệnh Sư đoàn 3 Dã chiến (tiền thân của Sư đoàn 5 Bộ binh), một đơn vị có nhiều quân nhân gốc Nùng, trước đây hoạt động ở vùng Đông bắc Bắc Kỳ là vùng hoạt động của ông từ trước năm 1945. Mặc dù từ chối đưa các sĩ quan Cần Lao nắm các chức vụ trọng yếu trong đơn vị, ông vẫn thực hiện chỉ đạo của Tổng thống Diệm phân tán các đơn vị gốc Nùng để tránh nạn kiêu binh.
Trung tuần tháng 3 năm 1958, ông được điều về làm Chỉ huy trưởng Đặc khu Hải Yến sau khi bàn giao Sư đoàn 3 Dã chiến lại cho Trung tá Nguyễn Quang Thông. Tháng 7 cùng năm, ông được cử đi du học lớp Chỉ huy Tham mưu cao cấp tại Học viện Chỉ huy và Tham mưu Fort Leavenworth thuộc Tiểu bang Kansas, Hoa Kỳ (Khóa học (Regular Courses) 1958-1959, thời gian thụ huấn 42 tuần). Giữa năm 1959, mãn khóa về nước làm phó Tư lệnh Quân đoàn III và Vùng 3 chiến thuật.
- Thời gian làm Phó Tư lệnh Quân đoàn III, trải qua các vị Tư lênh như sau:
-Trung tướng Thái Quang Hoàng (3/1959-10/1959)
-Trung tướng Nguyễn Ngọc Lễ (10/1959-5/1961)
-Thiếu tướng Lê Văn Nghiêm (5/1961-12/1962).

Với uy tín và quan hệ cá nhân, ông giành được tôn trọng của các cộng sự và thuộc cấp. Với khả năng Anh ngữ tự học, ông có những mối quan hệ tốt với các phóng viên Mỹ như Neil Sheehan, David Halberstam, Malcolm Browne, François Sully, Robert Shaplen, Peter Arnett, hay Beverly Deep]. Thậm chí, từng có nhiều cố vấn Mỹ có ấn tượng tốt với ông, đã vận động để ông được thăng cấp tướng. Tuy nhiên, trái với kỳ vọng của họ. Tháng 8 năm 1961, Tổng thống Diệm đã chuyển ông sang giữ chức vụ Thanh tra Chương trình Ấp chiến lược tại Vùng 3 Chiến thuật, một chức vụ chỉ có hư danh.

### Đảo chính rồi tham chính
Khi Biến cố Phật giáo 1963 nổ ra, Tổng thống Diệm đã nghi ngờ một số sĩ quan cao cấp đang âm mưu chống lại ông, trong đó có cả ông. Cuộc đảo chính ngày 1 tháng 11 năm 1963 cuối cùng cũng xảy ra và ông thực sự là một trong số những sĩ quan cao cấp đứng đầu cuộc đảo chính. Tuy nhiên, ngay khi đảo chính thành công, ông chỉ được điều về giữ chức Tư lệnh Sư đoàn 7 Bộ binh thay thế Thiếu tướng Nguyễn Hữu Có. Không đầy một tháng sau, ngày 2 tháng 12, ông được lệnh bàn giao Sư đoàn 7 lại cho Thiếu tướng Lâm Văn Phát, sau đó bị đưa đi làm Tùy viên Quân sự cạnh Tòa Đại sứ Việt Nam Cộng hòa tại Đài Loan (Trung Hoa Quốc gia).
Đầu tháng 2 năm 1964, sau khi tướng Nguyễn Khánh thực hiện cuộc "Chỉnh lý" để lên nắm quyền và loại trừ các tướng Trần Văn Đôn, Tôn Thất Đính, Lê Văn Kim và Mai Hữu Xuân, ông mới được triệu hồi về nước giữ chức Phụ tá cho Tham mưu trưởng Bộ Tổng tham mưu. Ngày 29 tháng 5 năm 1964, ông được thăng cấp Chuẩn tướng. Đến ngày 21 tháng 10 cùng năm, ông được thăng cấp Thiếu tướng. Ngày 27 tháng 11 cuối năm, ông được bổ nhiệm làm Tổng trấn Sài Gòn-Gia Định, kiêm Tư lệnh Biệt khu Thủ đô thay thế Thiếu tướng Nguyễn Văn Là. Trên vai trò này, được sự ủng hộ của Thủ tướng Trần Văn Hương, ông thực hiện thành công việc giữ gìn an ninh trước các phản kháng cực đoan của dân chúng đối với tướng Nguyễn Khánh.
Tuy nhiên, điều này cũng dẫn đến sự nghi ngại của tướng Khánh đối với ông, nhất là khi có thông tin xem ông như là một ứng viên sáng giá để thay thế tướng Khánh trên vai trò Quốc trưởng. Tháng Giêng năm 1965, tướng Khánh bãi chức Thủ tướng Hương, đồng thời dự định đẩy ông đi làm Tư lệnh Quân đoàn II, nhằm tách ông xa rời Trung tâm quyền lực và không còn ảnh hưởng gì đến chính trị. Tuy nhiên, chưa đến 1 tháng sau, đến phiên tướng Khánh bị nhóm tướng trẻ nổi lên truất quyền, phải lưu vong đến tận cuối đời. Ngày 3 tháng 3 năm 1965, Hội đồng Quân lực nhóm họp và ông được bầu làm Ủy viên An ninh Ủy ban Thường vụ Hội đồng Quân lực sau khi bàn giao chức vụ Tư lệnh Biệt khu Thủ đô lại cho Thiếu tướng Cao Văn Viên.
Chính trường Việt Nam Cộng hòa tiếp tục rối loạn. Ngày 5 tháng 5 năm 1965, Hội đồng Quân lực tuyên bố tự giải tán (phiên họp này ông không có mặt). Ngày 11 tháng 6, Quốc trưởng Phan Khắc Sửu tuyên bố từ chức và trao lại quyền cho quân đội. Nhóm tướng trẻ thành lập Ủy ban Lãnh đạo Quốc gia do Trung tướng Nguyễn Văn Thiệu làm Chủ tịch (giữ vai trò Quốc trưởng), "thay mặt toàn thể Quân lực Việt Nam Cộng hòa điều khiển Quốc gia", và Ủy ban Hành pháp Trung ương do Thiếu tướng Nguyễn Cao Kỳ làm Chủ tịch (giữ vai trò Thủ tướng, "phụ trách điều khiển Hành pháp")
Ngày 5 tháng 8 năm 1965, ông nhận được quyết định giải ngũ với lý do đã trên 20 năm phục vụ quân đội.

## Tham chính
Mặc dù không còn ở trong quân đội, ông vẫn tiếp tục giữ mối quan hệ tốt với bạn hữu cũ. Tháng 9 năm 1969, Chính phủ Trần Thiện Khiêm được thành lập. Ông được cử giữ chức vụ Tổng trưởng Bộ Cựu Chiến binh trong Nội các Chính phủ do Đại tướng Trần Thiện Khiêm làm Thủ tướng. Trong thời gian giữ cương vị này từ năm 1969 đến năm 1974, ông đã hoạt động tích cực.
Tháng 2 năm 1974, Tổng thống Nguyễn Văn Thiệu vận dụng Quốc hội tu chính hiến pháp cho phép bản thân Tổng thống được ứng cử nhiệm kỳ thứ ba. Trong bối cảnh này, ông bị xem như một mối đe dọa chính trị, nên Tổng thống Thiệu buộc tội ông có liên quan đến một vụ chứa bạc lậu để bãi nhiệm ông và bắt giam mà không đưa ra xét xử mãi cho đến tháng 7 năm 1974, ông mới được thả.

## 1975 và Cuộc sống lưu vong
Sau khi ra tù, ông tích cực vận động và hỗ trợ cho các tướng lĩnh và chính khách đối lập chống đối Tổng thống Thiệu. Tuy nhiên, hình thái chiến cuộc đầu năm 1975 đã làm sụp đổ tất cả nỗ lực của ông để trở lại với quyền lực chính trị.
Cuối tháng 4 năm 1975, ông cùng gia đình rời khỏi Việt Nam trên một chiếc C.130 của Không lực Hoa Kỳ để đến đảo Guam, và sau đó sang Hoa Kỳ định cư với tính cách tị nạn chính trị.
Ban đầu gia đình ông cư ngụ tại Arlington County, Virginia. Ông thỉnh thoảng phục vụ như là một thông dịch viên trên các dự án đặc biệt cho Bộ Quốc phòng trước khi nghỉ hưu vào năm 1982 để chăm sóc vợ của ông bị một cơn đột quỵ. Năm 1996, gia đình ông di chuyển đến định cư tại Thành phố Philadelphia, Tiểu bang Pennsylvania.
Ngày 26 tháng 11 năm 2008 tại nơi định cư. Hưởng thọ 89 tuổi.

## Huy chương
-Bảo quốc Huân chương đệ tam đẳng
-Được tặng thưởng nhiều huy chương Quân sự và Dân sự.

## Gia đình và đời tư
Thời trẻ, ông thường làm thơ gửi báo với bút danh "Nùng Khánh Lâm".
Năm 1944, ông lập gia đình với bà Lê Thị Lý, người dân tộc Nùng.
-Ông bà có với nhau 5 người con (2 trai, 3 gái):
Phạm Lê Hùng, Phạm Lê Bích Hà, Phạm Lê Hiệp, Phạm Lê Hích Hằng, Phạm Lê Bích Hải.
Năm 1992, bà Lý qua đời ở Hoa Kỳ. Năm 1994, ông tái hôn với bà Trịnh Mỹ Lan (Bà Lan có ba người con riêng).

## Liên kết
- Childs, Martin (ngày 16 tháng 3 năm 2009). "Pham Van Dong: South Vietnamese general who could not defend Saigon against the Communists". The Independent. Truy cập ngày 27 tháng 7 năm 2009.
- Holley, Joe (ngày 8 tháng 12 năm 2008). "Pham Van Dong; Army General In Vietnam Praised for Bravery". The Washington Post. Truy cập ngày 23 tháng 9 năm 2009.
- "Decoding Pham Xuan An chapter 10, Dong is mentioned as a senior army officer plotting a coup d'etat in 1963". Truy cập ngày 12 tháng 10 năm 2009. [liên kết hỏng]
- "Foreign Relations, 1961-1963, Volume I, Vietnam 1961, Dong is mentioned as part of "a small, powerful group military officers who can control sufficient forces are prepared to launch a coup against Diem government"". Truy cập ngày 30 tháng 11 năm 2009.
- "South Viet Nam: End of the Glow". Time Magazine. ngày 13 tháng 12 năm 1963. Bản gốc lưu trữ ngày 17 tháng 8 năm 2013. Truy cập ngày 11 tháng 10 năm 2009.
- "Foreign Relations of the United States, 1964–1968,Volume II, Vietnam, January–June 1965, Document 148". US Department of States. ngày 20 tháng 2 năm 1965. Truy cập ngày 11 tháng 10 năm 2009.
- "Belief of General Pham Van Dong that tribal, Viet Cong, and Buddhist disorders will take place between 17 and ngày 20 tháng 12 năm 1964". Truy cập ngày 10 tháng 10 năm 2009.